# Palazzo Bertucci
Der Palazzo Bertucci, heute auch Palazzo Bertucci Tolot genannt, ist ein barocker Palast aus dem 17. Jahrhundert in Borgo Val di Taro in der italienischen Region Emilia-Romagna. Er liegt in der Via Nazionale 72.

## Geschichte

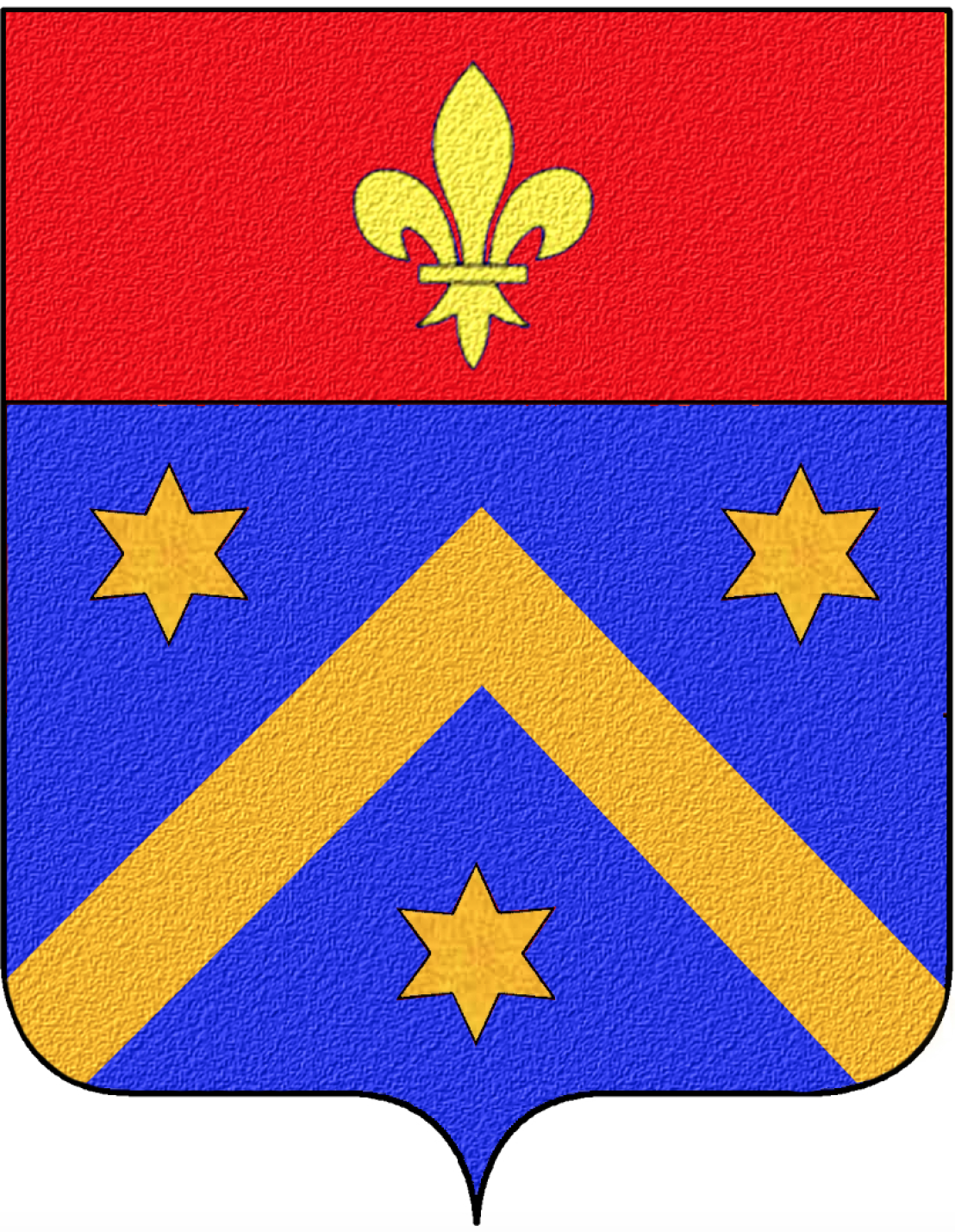
Wappen der Grafen Bertucci

Den Palast ließ die Familie Bertucci, die 1704 von Herzog Francesco Farnese zu Grafen erhoben wurden, gegen Ende des 17. Jahrhunderts erbauen. Das Gebäude liegt wenige Meter vom nicht mehr existierenden „Portello“ entfernt, das den ältesten Eingang zur Siedlung darstellte und vor einer Brücke über den Taro stand.
In der zweiten Hälfte des 18. Jahrhunderts besuchten Herzog Ferdinand und seine Gattin Maria Amalia von Österreich mehrmals den imposanten Palast.
Das Gebäude gehört den Tolot Bertucci della Torre Antinori, den Erben der Grafen Bertucci.

## Beschreibung
Der große Palast hat einen rechteckigen Grundriss und erhebt sich um einen rechteckigen Innenhof herum. Wegen der Hanglage ist die bergseitige Fassade um zwei Stockwerke niedriger als die talseitige.
Die einfache Hauptfassade an der Via Nazionale erstreckt sich über drei Stockwerke. Im mit Bossenwerk verkleideten Erdgeschoss liegen zahlreiche Schaufenster. Die oberen Stockwerke sind verputzt und besitzen regelmäßige Reihen von Fenstern mit bemalten Rahmen. Im Gegensatz dazu ist die imposante, talseitige Fassade vollständig verputzt und erhebt sich symmetrisch über fünf Stockwerke und ein Dachgeschoss am Ende der Via Taro, die auch heute noch den Hauptzugang nach Borgo di Taro darstellt. Die Kanten der ersten vier Stockwerke und alle Fensteröffnungen sind mit eleganten Rahmen aus Bossenwerk versehen, ab den drei Portalen des Erdgeschosses, aus denen das mittlere mit Rundbogen dadurch heraussticht, dass es mit Sternen und einem kleinen Wappen ganz oben versehen ist. Über dem kleinen Balkon in der Mitte des dritten Stockwerks liegt ein langer Balkon mit vorgewölbter Balustrade aus Schmiedeeisen im obersten Stockwerk, das ursprünglich das Piano nobile darstellte, da es auf derselben Ebene liegt wie das erste Obergeschoss der bergseitigen Eingangsfassade. Das Dachgeschoss trägt oben eine Dachtraufe mit einer Reihe kleiner, ovaler Fenster. Auf der linken Seite, die über die Zugangstreppe zur Siedlung erreichbar ist, öffnen sich zwei Spitzbogentüren mit Rahmen in Bossenwerk; die zweite davon war ursprünglich der Haupteingang zum Palast.
Von Zugang von der Via Nazionale aus gelangt man durch einen langen, mit Stein verkleideten Korridor in den Innenhof, der von einer Loggia dominiert wird, die von Sandsteinsäulen gestützt ist. Auf dem Treppenabsatz ist ein Schild eingemauert, auf dem die Wappen der Bourbon-Parma angebracht sind, um an die Besuche des Herzogs Ferdinand und seiner Gattin Maria Amalia zu erinnern.
Im Hauptgeschoss gibt es verschiedene, mit Fresken dekorierte Räume. Diese Fresken zeigen mythologische Szenen, die allegorisch die Grafen Bertucci darstellen. Die Gemälde, die Anfang des 21. Jahrhunderts restauriert wurden, wurden ursprünglich in den ersten Jahren des 18. Jahrhunderts von verschiedenen Künstlern geschaffen, darunter vermutlich Antonio Boni, Antonio Contestabili und Alessandro Gherardini, der hier im Jahre 1703 arbeitete.
Das Klostergewölbe der Salondecke ist mit Wappen verziert, die auf die Umfassung gemalt sind, während in der Mitte ein großer, geformter Stuckrahmen hervorsticht, der ein Fresko mit dem Titel Bacco incontra Arianna addormentata nell'isola (dt.: Bacchus trifft Ariadne auf einer Insel schlafend) einschließt. Das Gewölbe des angrenzenden Saals ist mit Malereien verziert, die Schriftrollen, Medaillons, Trauben und Blumen darstellen. Im Inneren des zentralen Stuckrahmens ist das Fresko mit dem Titel Venere che allatta Amore, assistita dalle tre Grazie (dt.: Venus die Amor pflegt, unterstützt von den drei Grazien) angebracht. Das benachbarte Zimmer ist an Wänden und Gewölbe vollständig mit Fresken bedeckt, die Rahmen, Putten, kleine mythologische Szenen und, ganz oben, einen großen, reich mit Friesen verzierten Rahmen darstellen, der Giunone, colpita dai dardi di Cupido, viene condotta all'Olimpo (dt.: Juno, von Amors Pfeilen getroffen, wird in dem Olymp entführt) einschließt. Der letzte Saal ist ebenfalls mit einem Klostergewölbe versehen, das mit Fresken dekoriert ist, die eine architektonische Finte darstellen und in der Mitte Aurora che rapisce Cefalo (dt.: Aurora entführt Kephalos) zeigen.